# Luis Pardo Sáinz
Luis Rafael Pardo Sáinz (Viña del Mar, 13 de diciembre de 1960) es un empresario y político chileno. Desde 2005 hasta 2017 fue presidente de la Asociación de Radiodifusores de Chile (Archi), y entre 2018 y 2022 se desempeñó como diputado del 6.º Distrito, de la Región de Valparaíso.

## Biografía
Realizó sus estudios en el Colegio Alemán de Valparaíso, para luego ingresar a la Escuela Militar del Libertador Bernardo O'Higgins, donde egresó como oficial de Ejército en 1980.
Pasó a retiro cuando se encontraba en la Escuela de Caballería de Quillota, para emprender un proyecto agrícola familiar. Además fue fundador y creador de diversos medios radiales y escritos de la Región de Valparaíso.
Ha cursado un Magíster Internacional en Comunicación en la Universidad Diego Portales (2014) y otro en Dirección de Comunicación, en la Universidad Pompeu Fabra de Barcelona, España (2014).
Desde el año 2005 hasta 2017 ejerció como presidente de la Asociación de Radiodifusores de Chile, y fue presidente durante varios periodos de la Federación de Medios de Comunicación Social de Chile, y de la Asociación Internacional de Radiodifusión., militante de Renovación Nacional.
En el año 2017 fue elegido como diputado por el 6.º Distrito, de la Región de Valparaíso, y pasó a formar parte de las comisiones de Educación, y de Ciencias y Tecnologías.

## Historial electoral

### Elecciones parlamentarias de 2017
- Elecciones parlamentarias de 2017 a diputado por el Distrito 6 (Cabildo, Calle Larga, Catemu, Hijuelas, La Calera, La Cruz, La Ligua, Limache, Llay Llay, Los Andes, Nogales, Olmué, Panquehue, Papudo, Petorca, Puchuncaví, Putaendo, Quillota, Quilpué, Quintero, Rinconada, San Esteban, San Felipe, Santa María, Villa Alemana y Zapallar).[2](Se consideran los candidatos con más del 2% de votos)

### Elecciones parlamentarias de 2021
- Elecciones parlamentarias de 2021 a diputado por el Distrito 6 (Cabildo, Calle Larga, Catemu, Hijuelas, La Calera, La Cruz, La Ligua, Limache, Llay Llay, Los Andes, Nogales, Olmué, Panquehue, Papudo, Petorca, Puchuncaví, Putaendo, Quillota, Quilpué, Quintero, Rinconada, San Esteban, San Felipe, Santa María, Villa Alemana y Zapallar).[3]